# Beorhtwulf
Beorhtwulf  was van 840 tot 852 koning van Mercia. Zijn afkomst en de overgang tussen hem en zijn voorganger Wiglaf is niet duidelijk, er is een vermoeden dat hij afstamde van Beornwulf van Mercia (823-826).

## Context
Sinds 829 was Mercia een vazalstaat van het koninkrijk Wessex. De invallen van de Vikingen zorgden ervoor dat Mercia min of meer zijn onafhankelijkheid terug won, lees: zichzelf moest beredderen. Vanaf 840 werden er terug munten geslagen in Mercia. In 842 werd Londen geplunderd door de Denen. In een conflict doodde hij Merfyn Frych van het koninkrijk Gwynedd in 844. Zijn zwakte werd nog eens duidelijk wanneer de aartsbisschop van Canterbury Ceolnoth (833-870) hulp ging vragen aan koning Æthelwulf van Wessex, zijn leenheer, om hem te beschermen tegen de invallen van de Vikingen.
Geen enkele overgebleven hedendaagse bron vermeldt de dood van Beorhtwulf, maar volgens de Angelsaksische kroniek begon de regering van zijn opvolger, Burgred, vóór 25 juli 852.

## Legende
Beorhtwulf was getrouwd met Sæthryth, samen hadden ze twee zonen Beorhtfrith en Beorhtric. Toen, volgens de  Passio sancti Wigstani, Beorhtfrith de hand vroeg van, Ælfflæd (dochter van Ceolwulf), de weduwe van Wigmund, de zoon van zijn vorige koning Wiglaf, weigerde zij. Uit wraak en om zelf koning te worden vermoordde hij haar zoon Wigstan.